# The Best Damn Thing (песня)
Это статья о сингле. Об альбоме см. The Best Damn Thing (альбом)
«The Best Damn Thing» — четвёртый и последний сингл канадской исполнительницы Аврил Лавин с её третьего студийного альбома The Best Damn Thing.

## Видеоклип
Режиссёром клипа, снятого 28 февраля 2008 года, стал Уэйн Айшем. Премьера видео состоялась 4 апреля в Италии и 9 апреля на сайте Imeem с вступительным комментарием Аврил Лавин.
В клипе Аврил Лавин играет 3 разные роли: чирлидера, девушку в платье с гитарой и саму себя с группой. В клипе снялся её брат Мэттью, а также бывшие члены группы, игравшие с Аврил Лавин.

## Критика
Allmusic назвал песню пиковым треком всего альбома.

## Список композиций
Основное издание сингла
1. «The Best Damn Thing» — 3:09
2. «Sk8er Boi» (MSN Control Room)

Premium издание сингла
1. «The Best Damn Thing» — 3:09
2. «Girlfriend» (MSN Control Room) — 4:06
3. «Innocence» (MSN Control Room) — 3:51
4. «Hot» (MSN Control Room) — 3:49
5. «Losing Grip» (MSN Control Room) — 4:10

## Позиции в чартах
Сингл не был издан в США, тем не менее, он занял 7 место в американском чарте Billboard Bubbling Under Hot 100 Singles и 76 в Canadian Hot 100. В Германии песня дебютировала на 64 месте, став самым провальным в чарте этой страны синглом Аврил Лавин.
| Чарт (2008)                                   | Лучший результат |
| --------------------------------------------- | ---------------- |
| Austrian Singles Chart                        | 51               |
| Belgian Singles Chart (Flanders)              | 14               |
| Belgian Singles Chart (Wallonia)              | 18               |
| Canadian Hot 100                              | 76               |
| Czech Republic Airplay                        | 84               |
| German Top 100                                | 64               |
| Russian Airplay Top 100                       | 180              |
| U.S. Billboard Bubbling Under Hot 100 Singles | 7                |
| U.S. Billboard Pop 100                        | 91               |

### Статус
| Страна          | Статус     | Продажи  |
| --------------- | ---------- | -------- |
| Бразилия — ABPD | Платиновый | 100,000+ |